# French Open 1946 (Badminton)
Die French Open 1946 im Badminton fanden am 6. und 7. April 1946 in Paris in der Rue du Chemin-Vert statt. Es war die 18. Auflage des Championats.

## Finalresultate
| Disziplin    | Sieger                         | Finalist                                 | Ergebnis         |
| ------------ | ------------------------------ | ---------------------------------------- | ---------------- |
| Herreneinzel | Henri Pellizza                 | Yves Baudoin                             | 8-15, 15-3, 15-7 |
| Dameneinzel  | Jean Bardsley                  | Yvonne Girard                            | 11-7, 11-5       |
| Herrendoppel | Michel Marret Henri Pellizza   | Yves Baudoin Christian de la Villesbrune | 15-5, 15-6       |
| Damendoppel  | Yvonne Girard Madeleine Girard |                                          |                  |
| Mixed        | Yves Baudoin Yvonne Girard     |                                          |                  |